# Le Bigleux
Le Bigleux (Eli Squinch en VO) est un personnage de fiction de l'univers de Mickey Mouse créé en 1934 par Ted Osborne et Floyd Gottfredson pour les studios Disney.
Il apparaît pour la première fois dans la bande dessinée Bobo, l'éléphant débrouillard (Bobo the Elephant) publiée en comic strips hebdomadaires entre le 30 juillet et le 13 octobre 1934.
Escroc beau parleur, il tente dès sa seconde apparition, dans Le Trésor de Clarabelle (Race for Riches), de s'approprier l'héritage de Clarabelle Cow avec l'aide de Pat Hibulaire, tout comme Maître Chicaneau avait fait avec Minnie Mouse quelques années auparavant.
Le Bigleux s'efface au début des années 1940 pour réapparaître au milieu des années 1960 dans les productions italiennes. L'éditeur danois Egmont a par la suite remis le personnage sur le devant de la scène en l'employant régulièrement comme méchant à partir des années 1990.

## Nom dans différents pays
- Allemagne : Kurt Kropp
- Angleterre : Eli Squinch
- Danemark : Karl Ågersen
- Espagne : Squick
- Finlande : Salomo
- France : Le Bigleux
- Italie : Eli Squick, Squick
- Japon : スクウィンチ
- Norvège : Karl Ågersen
- Pays-Bas : Eli Gluip
- Suède : Snorre Snabel, Elias Svimp